# Paul Gascoigne
Paul John Gascoigne (n. 27 mai 1967, Gateshead, Anglia, Regatul Unit) este un fost fotbalist și antrenor englez retras din activitate.

## Legături externe
Materiale media legate de Paul Gascoigne la Wikimedia Commons
- Paul Gascoigne la Soccerbase
- Paul Gascoigne pe site-ul FIFA (arhivat)